# L̀
Cette page contient des caractères spéciaux ou non latins. S’ils s’affichent mal (▯, ?, etc.), consultez la page d’aide Unicode.
L̀ (minuscule : l̀), appelé L accent grave, est un graphème utilisé dans l’écriture du ntcham. Il s’agit de la lettre L diacritée d'un accent grave.

## Représentations informatiques
Le L accent grave peut être représenté avec les caractères Unicode suivants (latin de base, diacritiques) :
| formes    | représentations | chaînes de caractères | points de code | descriptions                                       |
| --------- | --------------- | --------------------- | -------------- | -------------------------------------------------- |
| capitale  | L̀               | L◌̀                    | U+004C U+0300  | lettre majuscule latine l diacritique accent grave |
| minuscule | l̀               | l◌̀                    | U+006C U+0300  | lettre minuscule latine l diacritique accent grave |